# Skive

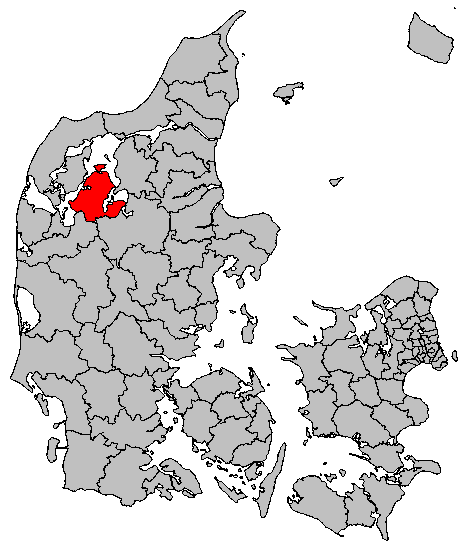
La commune de Skive.

Skive est une commune du Danemark, située dans la région du Jutland-Central, sous la péninsule de Salling, au nord-ouest du pays. Au 1er janvier 2019, elle comptait 46 224 habitants pour une superficie de 690,7 km2.
Lors de la réforme des municipalités, en application au 1er janvier 2007, l’ancienne commune homonyme a été fusionnée avec celles de Sallingsund, Spøttrup et Sundsøre.

## Jumelages
- Ylöjärvi (Finlande)
- Qasigiannguit (Groenland)
- Kongsvinger (Norvège)
- Arvika (Suède)

## Personnalité liée à la commune
- Johannes Andersen (né en 1943 à Skive), astronome danois.
- Per Fly (né en 1960 à Skive), réalisateur de cinéma danois.
- Inger Støjberg (née en 1973 à Hjerk, Sallingsund), ministre de l'Immigration, de l'Integration et du Logement (gouvernement Lars Løkke Rasmussen II).

## Sport
Handball
- Skive fH